# Hymne africain
Unissons-nous tous et célébrons ensemble (en anglais : Let Us Unite and Celebrate Together ; en arabe : فلنتحد جميعا ونحتفل معا ; en espagnol : Unámonos todos y celebremos juntos ; en portugais : Vamos Todos Nos Unir e Celebrar Juntos ; en swahili : Hebu wote kuungana na kusherehekea pamoja), aussi appelé en français Hymne africain ou encore L'Africaine, est l'hymne de l'Union africaine, qui s'était d'abord appelée Organisation de l'unité africaine, puis Union africaine en application de la déclaration de Syrte en 1999.
En 2004, les représentants des cinquante-quatre pays membres de l'Union africaine ont délibéré en faveur de la conservation des symboles de l'ancienne Organisation de l'Union africaine : l'emblème, le drapeau, ainsi que l'hymne réarrangé.

## Paroles
| Version française | Version anglaise | Version swahili |
| --- | --- | --- |
| Unissons-nous tous et célébrons ensemble, les victoires de notre libération Engageons-nous et levons-nous tous comme un seul homme, pour défendre notre liberté et unité. Ô Fils et filles de l'Afrique, Chair du Soleil et Chair du Ciel, faisons de l'Afrique l'Arbre de Vie. Unissons-nous et chantons tous ensemble, pour maintenir les liens de notre destin. consacrons-nous et combattons tous comme un seul homme, pour la paix et la justice durables sur terre. Ô Fils et Filles de l'Afrique, Chair du Soleil et Chair du Ciel, faisons de l'Afrique l'Arbre de Vie. Unissons-nous et travaillons dur ensemble, pour donner le meilleur de nous à l'Afrique, berceau de l'humanité et source de la culture, notre fierté et notre espérance au levé du jour. Ô Fils et Filles de l'Afrique, Chair du Soleil et Chair du Ciel, faisons de l'Afrique l'Arbre de Vie. | Let us all unite and celebrate together The victories won for our liberation Let us dedicate ourselves to rise together To defend our liberty and unity O Sons and Daughters of Africa Flesh of the Sun and Flesh of the Sky Let us make Africa the Tree of Life Let us all unite and sing together To uphold the bonds that frame our destiny Let us dedicate ourselves to fight together For lasting peace and justice on earth O Sons and Daughters of Africa Flesh of the Sun and Flesh of the Sky Let us make Africa the Tree of Life Let us all unite and toil together To give the best we have to Africa The cradle of mankind and fount of culture Our pride and hope at break of dawn. O Sons and Daughters of Africa Flesh of the Sun and Flesh of the Sky Let us make Africa the Tree of Life | Wote tuungane na kusherehekea pamoja Ushindi ulishinda kwa ukombozi wetu Wacha tujitolee kuinuka pamoja Kutetea uhuru wetu na umoja Enyi Wana na Binti za Afrika Mwili wa Jua na Mwili wa Anga Wacha tuifanye Afrika kuwa Mti wa Uzima Wote tuungane na kuimba pamoja Ili kushikilia vifungo ambavyo vinatengeneza umilele wetu Wacha tujitolee kupigana pamoja Kwa amani ya kudumu na haki duniani Enyi Wana na Binti za Afrika Mwili wa Jua na Mwili wa Anga Wacha tuifanye Afrika kuwa Mti wa Uzima Wote tuungane na tushirikiane kwa pamoja Kutoa bora tuliyonayo Afrika Utoto wa wanadamu na chemchemi ya tamaduni Kiburi chetu na matumaini yetu alfajiri. Enyi Wana na Binti za Afrika Mwili wa Jua na Mwili wa Anga Wacha tuifanye Afrika kuwa Mti wa Uzima |
| Version portugaise | Version espagnole | Version arabe |
| Vamos todos nos unir e celebrar juntos As vitórias conquistadas pela nossa libertação Vamos dedicar-nos a crescer juntos Para defender nossa liberdade e unidade Ó Filhos e Filhas da África Carne do Sol e da Carne do Céu Vamos fazer de África a Árvore da Vida Vamos todos nos unir e cantar juntos Para preservar os laços que estruturam as nossas destino Vamos dedicar-nos a lutar juntos Para uma paz duradoura e justiça na terra Ó Filhos e Filhas da África Carne do Sol e da Carne do Céu Vamos fazer de África a Árvore da Vida Vamos todos nos unir e trabalham em conjunto Dar o melhor que temos para a África O berço da humanidade e fonte de cultura Nosso orgulho e esperança em romper da aurora. Ó Filhos e Filhas da África Carne do Sol e da Carne do Céu Vamos fazer de África a Árvore da Vida                                                     | Unámonos todos y celebremos juntos Las victorias ganadas por nuestra liberación Dediquémonos a levantarnos juntos Para defender nuestra libertad y unidad Oh hijos e hijas de África Carne del sol y carne del cielo Hagamos de África el árbol de la vida Unámonos todos y cantemos juntos Para mantener los lazos que enmarcan nuestro destino Dediquémonos a luchar juntos Por una paz y una justicia duraderas en la tierra Oh hijos e hijas de África Carne del sol y carne del cielo Hagamos de África el árbol de la vida Unámonos todos y trabajemos juntos Para dar lo mejor tenemos a África La cuna de la humanidad y la fuente de la cultura Nuestro orgullo y esperanza al amanecer. Oh hijos e hijas de África Carne del sol y carne del cielo Hagamos de África el árbol de la vida        | دعونا نتحد جميعا ونحتفل معا فاز انتصارات لتحريرنا دعونا نكرس انفسنا لارتفاع معا للدفاع عن حريتنا والوحدة يا أبناء وبنات أفريقيا اللحم الشمس واللحم من السماء دعونا نجعل أفريقيا شجرة الحياة دعونا نتحد جميعا والغناء معا لدعم أواصر هذا الإطار مصيرنا دعونا نكرس انفسنا للقتال جنبا إلى جنب للحصول على سلام دائم والعدالة على وجه الأرض يا أبناء وبنات أفريقيا اللحم الشمس واللحم من السماء دعونا نجعل أفريقيا شجرة الحياة دعونا نتحد جميعا ومعا الكدح إعطاء أفضل ما لدينا لأفريقيا مهد للبشرية ، وينبوع الثقافة اعتزازنا ونأمل في الفجر. يا أبناء وبنات أفريقيا اللحم الشمس واللحم من السماء دعونا نجعل أفريقيا شجرة الحياة |

## Sources
- (en) Union africaine, « Anthem of the African Union / Hymne de l'Union africaine » [PDF] (consulté le 9 avril 2021).